# 盧雷 (密蘇里州)
盧雷（英語：Luray）是位於美國密蘇里州克拉克縣的村。

## 人口
根據2020年美國人口普查的數據，盧雷的面積為0.52平方千米，皆為陸地。當地共有人口73人，而人口密度為每平方千米140人。